# Bravo-Jahrescharts 1964
Seit Anfang der 1960er Jahre war Cliff Richard bereits ein Star in seiner Heimat Großbritannien. Im deutschsprachigen Bereich gelang ihm 1964 der Durchbruch mit deutschen Texten. Sein erfolgreichster Titel war Rote Lippen soll man küssen, der in den Bravo-Jahrescharts durch sein spätes Erscheinungsdatum nur auf Platz 7 kam. Von der britischen Insel schwappte die Beatlemania auch nach Deutschland, jedoch noch nicht mit dem ganz großen Erfolg. So konnte Bernd Spier die Beatles in der Jahreswertung noch überflügeln. Auf den hinteren Plätzen landeten jedoch auch noch die Hits She Loves You und Should Have Known Better. Zum ersten Mal hatten in diesem Jahr auch beliebte Sportler mit Schallplatteneinspielungen Erfolg. Hans-Jürgen Bäumler, der Partner der Eiskunstläuferin Marika Kilius, landete auf Platz 8, und sein ihm nacheifernder Kollege Manfred Schnelldorfer erreichte mit Wenn du mal allein bist Platz 20.
Unter der Schlagzeile „BRAVO zieht die Bilanz der Hits von Beat bis Sweet“ veröffentlichte die deutsche Jugendzeitschrift in ihrer Ausgabe 1/1965 in der Rubrik BRAVO-Musicbox die Schlager des Jahres 1964. Christian Müller hat in seiner Broschüre Die Bravo-musicbox nach Auswertung der wöchentlichen Musicboxen anhand eines Punktesystems ebenfalls eine Rangliste der BRAVO-Jahrescharts zusammengestellt.

## BRAVO-Musicbox 1964
1. Cliff Richard –
Sag No zu ihm
Rote Lippen soll man küssen
2. The Beatles –
A Hard Day’s Night
 I Want to Hold Your Hand
She Loves You
I Should Have Known Better
Twist and Shout
3. Bernd Spier –
Das kannst du mir nicht verbieten
Memphis, Tennessee
4. Ronny – Oh My Darling Caroline
5. Drafi Deutscher – Shake Hands
6. Siw Malmkvist – Liebeskummer lohnt sich nicht
7. Rita Pavone – Wenn ich ein Junge wär
8. Hans-Jürgen Bäumler – Wunderschönes fremdes Mädchen
9. Roy Orbison – Pretty Woman
10. Millie – My Boy Lollipop
11. Freddy – Gib' mir Dein Wort
12. Manfred Mann – Do Wah Diddy Diddy
13. Manuela – Schwimmen lernt man im See
14. Conny Froboess – Drei Musketiere
15. Tony Sheridan – Skinny Minny
16. Thomas Fritsch – Wenn der Mondschein ...
17. Manfred Schnelldorfer – Wenn du mal allein bist
18. Paul Anka – Zwei Mädchen aus Germany
19. Gitte und Rex Gildo – Vom Stadtpark die Laternen
20. Marika Kilius – Wenn die Cowboys träumen

## Die Hits des Jahres 1964
(nach Peter Müller)
1. Sag No zu ihm – Cliff Richard – 436 Punkte
2. Das kannst du mir nicht verbieten – Bernd Spier – 385 Punkte
3. I Want to Hold Your Hand – The Beatles – 377 Punkte
4. Oh My Darling Caroline – Ronny – 332 Punkte
5. Shake Hands – Drafi Deutscher – 331 Punkte
6. A Hard Day’s Night – The Beatles – 327 Punkte
7. Rote Lippen soll man küssen – Cliff Richard – 323 Punkte
8. Wunderschönes fremdes Mädchen – Hans-Jürgen Bäumler – 287 Punkte
9. Schwimmen lernt man im See – Manuela – 276 Punkte
10. Gib' mir Dein Wort – Freddy Quinn – 266 Punkte

## Bravo-Otto-Wahl 1964

### Sänger
1. Goldener Otto: Cliff Richard
2. Silberner Otto: Freddy Quinn
3. Bronzener Otto: Rex Gildo

### Sängerinnen
1. Goldener Otto: Connie Francis
2. Silberner Otto: Conny Froboess
3. Bronzener Otto: Rita Pavone